# カトゥピリ

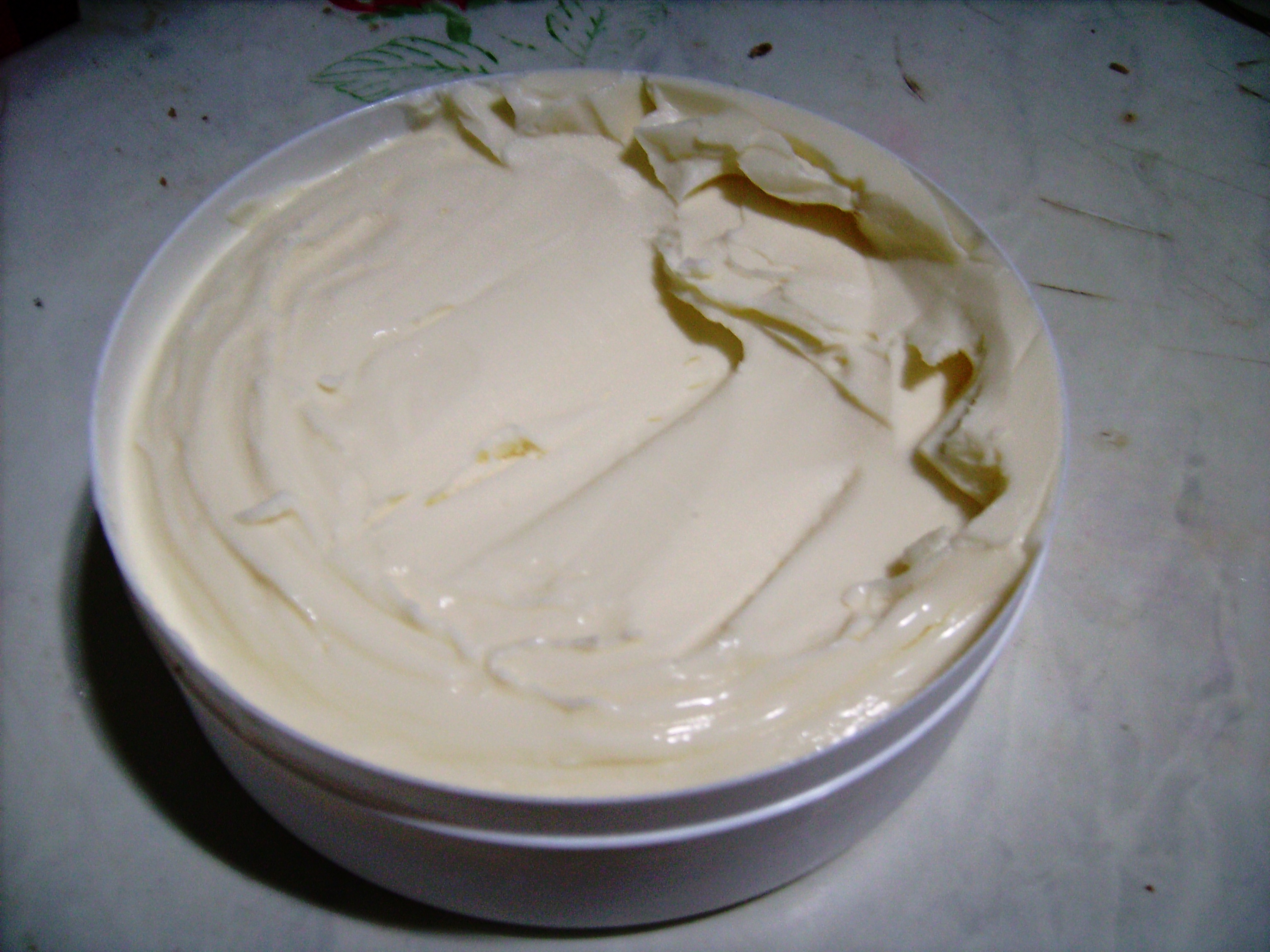
カトゥピリ

カトゥピリ（葡: catupiry）は、ブラジルで人気の高いクリームチーズの一種。1911年、ミナス・ジェライス州のイタリア系ブラジル人マリオ・シルベストリーニにより考案された。
柔らかくまろやかな食感を持つ。トーストやクラッカーに塗ったり、コシーニャやピザなどさまざまな料理に利用されるほか、グアバ・ジャムと合わせるなどデザートにも使われる。